# Maynard (Arkansas)
Maynard – miasto w Stanach Zjednoczonych, w stanie Arkansas, w hrabstwie Randolph.

## Demografia
W roku 2010 miasto zamieszkiwało 1539 osób, a gęstość zaludnienia wynosiła 530,7 osoby/km². W roku 2023 liczba mieszkańców spadła do zaledwie 376 osób, a gęstość zaludnienia do 129,7 osoby/km². Jest to jedna z najszybciej wyludniających się miejscowości stanu Arkansas. Na przestrzeni 13 lat liczba mieszkańców zmniejszyła się aż o 3/4 (spadek o 75,6%).